# خلبوب أزغب
خُلبوب أزغب هو نوع من النباتات المزهرة في جنس الخلبوب. منبته كولمبية والبيرو. ساقه زباء عارشة. أوراقه مزغبة النصال على صفحاتها السفلى، تطول من ٤ إلى ٨ سم. وتعرض من ١٠ إلى ١٥ مم. ازهراره صيواني التجميع. أزهاره أرجوانية يعلوها تنقيط أسود من الداخل. تنويره ربيعي.